# Der letzte Tag der Jugend
Der letzte Tag der Jugend (Originaltitel: Il ricordo della Basca) ist eine thematische verbundene Sammlung von elf Erzählungen des italienischen Schriftstellers Antonio Delfini, die 1938 veröffentlicht wurde und 1987 in deutscher Übersetzung von Marianne Schneider erschien.

## Handlung
In dem Band erzählt der Autor aus der Perspektive des passionierten Caféhausbesuchers, immer unglücklich verliebt und mit allzu kritischem Blick gestraft, von seiner nie verlassenen Umgebung im heimischen Modena. Wie in all seinen Erzählungen wird das Café zum Hort der Erinnerung und der unerfüllten Sehnsüchte. All seine Figuren beziehen sich jedoch auch auf ihn selbst – auf sein Selbstverständnis als gescheiterte bürgerliche Existenz, seinen steten Status des Verliebten und die verpassten Möglichkeiten eines träumerisch-schwärmerischen Lebens.

## Ausgaben
- Antonio Delfini: Il ricordo della Basca. Parenti, Florenz 1938
- Antonio Delfini: Der letzte Tag der Jugend. Elf Erzählungen und eine Geschichte. Übersetzung und Nachwort von Marianne Schneider, Frankfurter Verlagsanstalt, Frankfurt am Main 1987, 269 S., ISBN 3-627-10030-1